# Масловский, Иван Фёдорович (Герой Советского Союза)
Ива́н Фёдорович Масловский (1915—1944) — лейтенант Рабоче-крестьянской Красной Армии, участник Великой Отечественной войны, Герой Советского Союза (1944).

## Биография
Иван Масловский родился 23 июля 1915 года в селе Данцевка (ныне — Богучарский район Воронежской области). После окончания шести классов школы работал счетоводом в станице Переясловская Краснодарского края. В 1936—1938 годах служил в Рабоче-крестьянской Красной Армии. В сентябре 1941 года Масловский повторно был призван в армию. С апреля 1942 года — на фронтах Великой Отечественной войны.
К июню 1944 года лейтенант Иван Масловский командовал батареей 76-миллиметровых орудий 457-го стрелкового полка 129-й стрелковой дивизии 3-й армии 2-го Белорусского фронта. Отличился во время освобождения Могилёвской области Белорусской ССР. 29 июня 1944 года батарея Масловского принимала активное участие в боях за удержание и расширение плацдарма на западном берегу Березины в районе деревни Щатково Бобруйского района. В тех боях Масловский лично уничтожил 3 штурмовых орудия противника, но и сам погиб. Похоронен в братской могиле в Щатково.
Указом Президиума Верховного Совета СССР от 24 октября 1944 года за «мужество, инициативу и умелое управление боевыми действиями подразделения в период форсирования Вислы» лейтенант Иван Масловский посмертно был удостоен высокого звания Героя Советского Союза. Также посмертно был награждён орденом Ленина.
В честь Масловского названы улицы в Богучаре, Щатково , Переясловской и Брюховецкой, установлены бюст в Данцевке и барельеф в деревне Сычково Бобруйского района.